# Víctor Aguayo Royuela
Víctor Aguayo Royuela (Valdecañas de Cerrato, España, 15 de junio de 1887-Exmuart, Marruecos, 30 de diciembre de 1909) fue un soldado español muerto durante la guerra de Melilla y condecorado con la Gran Cruz Laureada de San Fernando.

## Biografía

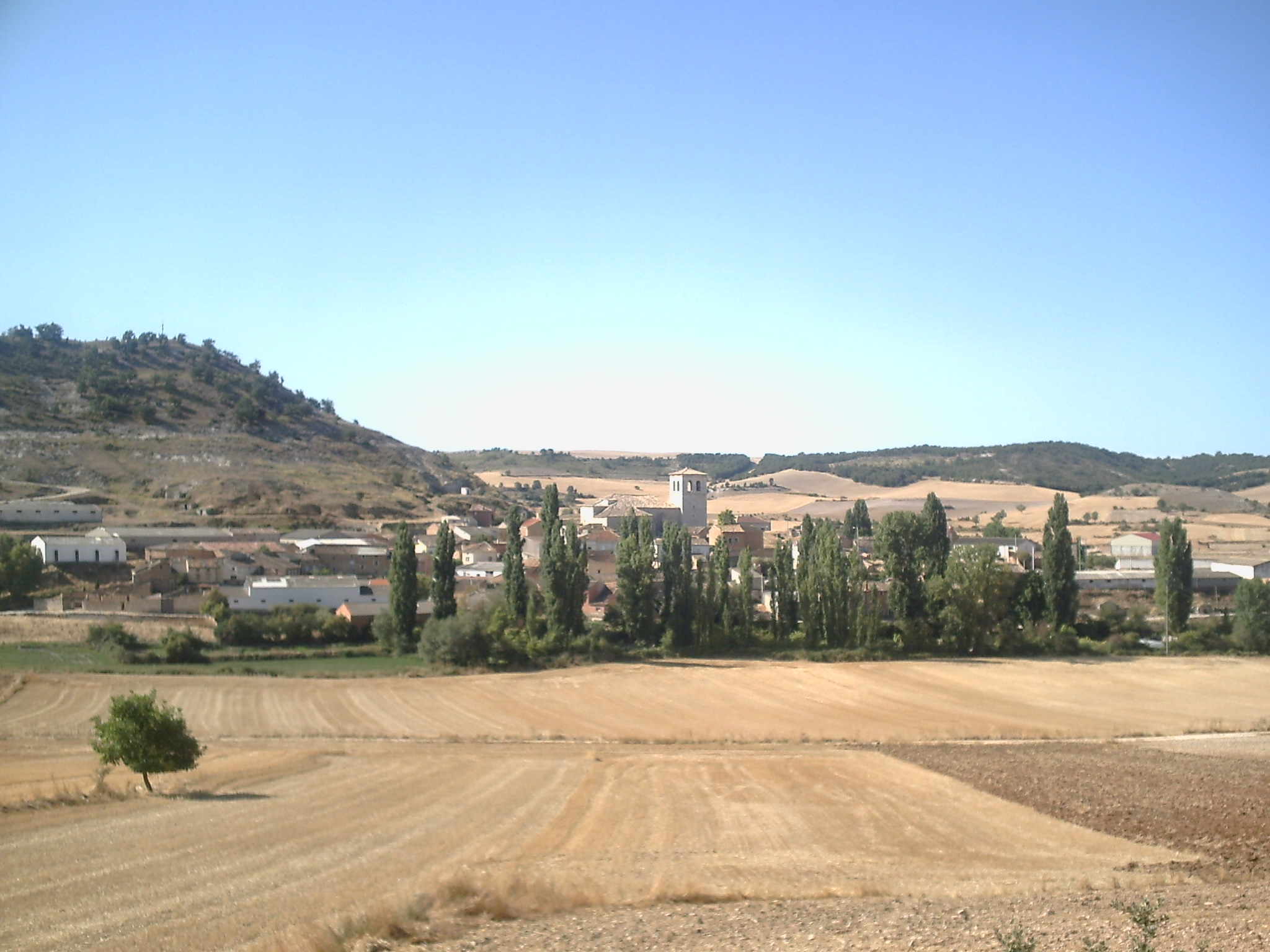
Valdecañas de Cerrato

Víctor Aguayo Royuela, nació y creció en Valdecañas de Cerrato (Palencia). Hijo de Domingo Aguayo Saiz y de Genara Royuela Castrillejo. Era labrador con algunos conocimientos de albañilería. El 1 de agosto de 1908 fue llamado a filas e incorporado al Regimiento de Infantería de Guipúzcoa 53, de Vitoria, el 4 de marzo de 1909. Fue sorteado el 1 de agosto de 1908. Jura bandera el 11 de abril del mismo año. En septiembre de 1909 se incorpora al Ejército (2º Batallón, 1ª Compañía) que participaba en las operaciones de Marruecos y el 7 de septiembre de ese año partió junto a su batallón a Melilla, en el vapor Montevideo, donde empezó a prestar servicio de campaña.
El 20 de septiembre de 1909 combatió en Taxdirt. El 22 de septiembre, junto a su regimiento, asistió a la toma del Zoco El-Had y participó en la ocupación de Hayara-Amac. El 1 de octubre del mismo año, marchó a las avanzadas de Beni-Sicar, donde el 5 de octubre participó en combate. Prestó servicios de campaña en las acciones de Hayara, Aminac, El Had de Beni Sicar, Rastrogordo, Hidrun, Fuerte Concepción, Tiza y otros puntos.
Falleció en combate, en Exmuart, el 30 de diciembre de 1909, cerca de la ciudad de Melilla, donde está enterrado. Cuando la campaña estaba casi finalizando, junto con otros dos soldados y bajo las órdenes de un cabo, salió a la aguada de dicha posición. Cuando regresaban, una descarga del enemigo mata al cabo y hiere a Víctor, al que intentan arrebatarle el fusil. Víctor no cede y se niega a entregarlo, a pesar de las agresiones reiteradas del enemigo, que finalmente logró su propósito cortando los dedos de Víctor que sujetaban firmemente su fusil, quedando sin conocimiento y herido de muerte. Esta acción heroica fue recompensada con la Gran Cruz Laureada de San Fernando, concesión de la que se hizo eco el rotativo madrileño La Correspondencia de España, el viernes 22 de diciembre de 1911.